# Cointreau
Cointreau er en triple sec-likør med appelsinsmag, der produceres i Saint-Barthélemy-d'Anjou, Frankrig. Likøren på 40 % drikkes ofte som aperitif eller digestif og desuden i populære drinks som margarita og cosmopolitan.
I 1849 åbnede brødrene Edouard-Jean og Adolphe Cointreau et destilleri Angers. Edouard-Jeans søn, Edouard, skabte i 1875 triple sec'en (tre gange destilleret) med smagen af appelsin, der ved verdensudstillingen i Paris 1889 vandt sin første pris. Prisen samt Edouard Cointreaus sans for reklame betød, at likøren snart blev kendt over store dele af verden. I mange år var firmaet Cointreau & Cie SA familieejet, men i 1990 gik det sammen med Rémy Martin i Rémy Cointreau, der nu står for produktionen af likøren. Destilleriet, som oprindeligt lå i Angers, skiftede i 1972 adresse til det nuværende Saint-Barthélemy-d'Anjou.
Cointreau udtales [kwɑ̃ˈtʁo] ("kwangtró"). Hyppigt høres den forkerte udtale "congtrø".